# Friko
Friko — американський інді-рок дует із Чикаго, штат Іллінойс, створений у 2019 році.
Наразі дует підписав контракт з незалежним лейблом ATO Records.

## Історія
Friko розпочинався у 2019 році як проєкт, до якого входили Ніко Капетан (Niko Kapetan), Люк Стамос (Luke Stamos) і Бейлі Мінзенбергер (Bailey Minzenberger). Усі троє учасників були випускниками середньої школи міста Еванстон.
У 2020 році гурт випустив свій перший мініальбом.
У 2022 році тріо випустило другий мініальбом Whenever Forever.
У серпні 2023 року гурт Friko підписав контракт з незалежним лейблом ATO Records і оголосив, що відтепер вони будуть дуетом, до складу якого входять Ніко Капетан і Бейлі Мінзенбергер.
У листопаді 2023 року дует оголосив про плани випустити свій дебютний студійний альбом. Альбом Where We've Been, Where We Go From Here був випущений 16 лютого 2024 року.
Гурт назвав виконавців, які надихали при створенні альбому: MewithoutYou, Mitski та The Beach Boys.
Після виходу альбому, радіостанція KCRW назвала пісню «Get Numb To It!» «Найпопулярнішою мелодією сьогоднішнього дня». Pitchfork назвав альбом одним із «9 нових альбомів, які варто послухати зараз». Альбом отримав позитивні відгуки.

## Дискографія
Мініальбоми
- LP — (2020)
- Whenever Forever — (2022)

Альбоми
- Where We've Been, Where We Go From Here — (16 лютого 2024 року)